# Sochinsogonia simillima
Sochinsogonia simillima är en insektsart som beskrevs av Young 1986. Sochinsogonia simillima ingår i släktet Sochinsogonia och familjen dvärgstritar. Inga underarter finns listade i Catalogue of Life.